# Aconias spinitarsis
Aconias spinitarsis är en stekelart som beskrevs av Cameron 1904. Aconias spinitarsis ingår i släktet Aconias och familjen brokparasitsteklar. Inga underarter finns listade i Catalogue of Life.